# Parantica baliensis
Parantica baliensis är en fjärilsart som beskrevs av Kalis 1933. Parantica baliensis ingår i släktet Parantica och familjen praktfjärilar. Inga underarter finns listade i Catalogue of Life.